# Flaga Czaplinka
Flaga Czaplinka – jeden z symboli miasta Czaplinka i gminy Czaplinek w postaci flagi przyjęty 26 kwietnia 2005. Flagę graficznie opracował Alfred Znamierowski z Instytutu Heraldyczno-Weksylologicznego w Warszawie. Historyczno-heraldycznie opracował Jerzy Jan Nałęcz.

## Wygląd i symbolika
Flaga zaprojektowana została jako prostokątny płat tkaniny o proporcjach 5:8, z trzema poziomymi pasami (od góry) żółtym (złotym) - zajmującym 2/5 szerokości płata, błękitnym - zajmującym 1/5 szerokości płata oraz białym - zajmującym 2/5 szerokości. Na fladze urzędowej w centralnej części umieszczony jest herb miasta i gminy.
Paleta barw CMYK: [M15% C100%]; [M50% C100%]; [K 100%]